# George Morfogen
George S. Morfogen est un acteur américain né le 30 mars 1933 dans le Bronx (New York) et mort le 8 mars 2019 à New York. Il est surtout connu pour son rôle de Bob Rebadow dans la série télévisée Oz et la série télévisée V .

## Biographie
Il est apparu au Chelsea Theatre Center de Brooklyn et au Broadway Westside Theatre dans la pièce de Heinrich von Kleist, Le Prince de Homburg. La pièce a été enregistrée sur bande vidéo pour la série PBS, Great Performances, puis diffusée sous forme de DVD. Un chapitre du livre de Davi Napoleon intitulé Chelsea on the Edge: les aventures d'un théâtre américain décrit le processus de répétition et la production. Morfogen est apparu dans la comédie de 1988 Illegally Yours en tant que juge.
En 2001, il a repris son rôle de Bob dans la première de «Uncle Bob» d’Austin Pendleton, qui a écrit le rôle en pensant à Morfogen. Joseph Gordon-Levitt a interprété le personnage de Josh, le nouveau-né de Bob. La production, dirigée par Courtney Moorehead et produite par Steven Sendor, a eu 114 représentations au SoHo Playhouse.
Il était professeur à HB Studio. Il est décédé le 8 mars 2019. Il laisse dans le deuil son compagnon, Gene Laughorne.

## 1982/83 Minie série " V " Stanley Bernstein
- 1973 : Le Voleur qui vient dîner (The Thief Who Came to Dinner), de Bud Yorkin
- 1974 : Daisy Miller de Peter Bogdanovich
- 1988 : Illégalement vôtre (Illegally Yours) de Peter Bogdanovich
- 2014 : Broadway Therapy de Peter Bogdanovich : Harold Fleet